# Vicky Pattison

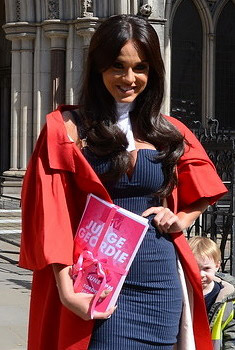
Vick Pattison im Mai 2015

Vicky Pattison (* 16. November 1987 in Newcastle upon Tyne) ist eine britische Reality-TV-Persönlichkeit. Sie erlangte insbesondere durch die Fernsehsendung Geordie Shore Bekanntheit.

## Leben
Nach einer turbulenten Jugend arbeitete Pattison zunächst in der Nightclubszene in Newcastle. Anschließend war sie eine Zeitlang in Callcentern tätig, bevor sie zum Anfang der 2010er Jahre ziemlich abrupt zu MTV wechselte.
Mit klaren Meinungsäußerungen und interessanten und auch aggressiven Beziehungen machte sie oftmals auf sich aufmerksam. Zudem war sie in verschiedenen anderen Serien zu sehen wie der britischen Serie I’m a Celebrity … Get Me Out of Here! oder auch ihrer eigenen Serie Judge Geordie. Pattison produziert sich selbst als „Skandalnudel“ und lässt kaum eine Gelegenheit aus, sich medienwirksam zu präsentieren.
2018 nahm sie an der vierten Staffel der australischen Version von I’m a Celebrity … Get Me Out of Here! teil.